# Niran Hansson
Rolf Niran Meemak Hansson (tiếng Thái: รอล์ฟ นิรันดร์ มีมาก ฮานส์สัน, sinh ngày 22 tháng 1 năm 1996), là một cầu thủ bóng đá người Thái Lan-Thụy Điển thi đấu ở vị trí hậu vệ cho câu lạc bộ Giải bóng đá Ngoại hạng Thái Lan Police Tero.